# Gate Swings
Gate Swings ist ein Album des US-amerikanischen Bluesmusikers Clarence „Gatemouth“ Brown, das er 1997 für Verve/Gitanes aufgenommen hat.

## Allgemeines
Das Album feiert das 50-jährige Jubiläum von Clarence Gatemouth Brown als Plattenkünstler. Das treffend benannte Album greift auf die Ende der 1940er-Jahre beliebte Verschmelzung von Bigband-Blues und Jazz zurück. Neben Nummern, die schon lange zum Repertoire Browns gehören (zum Beispiel Take The A Train und Percy Mayfields River's Invitation) gibt es auch neue Stücke (Bits and Pieces und Gate's Blues Waltz).

## Trackliste
1. Midnight Hour
2. Honey Dew
3. Toughen Up
4. Take the “A” Train
5. Too Late Baby
6. Gate's Blues Waltz
7. Caldonia (What Makes Your Big Head So Hard?)
8. Bits and Pieces
9. River's Invitation
10. One O’Clock Jump
11. Take Me Back, Baby
12. Since I Fell for You
13. Flying Home

## Charts
- Billboard Top Jazz Albums #7

## Kritikerstimmen
- Down Beat (9/97, S. 43–44) – 4 von 5 Sternen – „... he combine's the weight of experience with the immediacy of self-rejuvenation ... Brown the guitar storyteller really outdoes himself ...“ (... er kombiniert das Gewicht der Erfahrung mit der Direktheit der Selbstverjüngung...Brown der Gitarrengeschichtenerzähler übertrifft sich wirklich selbst ...)
- Concerto  ... sein neues Album „Gate Swings“ wurzelt zwar im Blues, bringt diesen jedoch in großflächig orchestrierte Jazzgefilde ein.